# Синдром Аллана — Герндона — Дадлі
Синдром Аллана—Герндона—Дадлі (англ. Allan-Herndon-Dudley syndrome) — спадковий синдром, пов'язаний з X-хромосомою, при якому відбувається затримка моторного розвитку, м'язова атрофія, суглобові контрактури та гіпорефлексія.

## Етимологія
Названий на честь американських лікарів і медичних генетиків Вільяма Аллена (англ. William Allan, роки життя 1881—1943), Неша Герндона (англ. C. Nash Herndon) і Флоренс Дадлі (англ. Florence C. Dudley), які вперше його описали протягом 1943—1944 років.

## Патогенез і генетична передача
Розвивається внаслідок мутацій у гені SLC16A2 Х-хромосомі. Цей ген, також відомий як MCT8 (монокарбоксилатний транспортер 8), є відповідальним за синтез однойменного білка, який відіграє вирішальну роль у розвитку нервової системи. Цей білок транспортує гормон щитоподібної залози трийодтиронін або Т3 до нервових клітин мозку, що формується. T3, як видається, є критичним для нормального формування та росту нервових клітин, а також для розвитку перехресть між нервовими клітинами (синапси), де відбувається зв'язок між клітинами. Т3 та інші гормони щитоподібної залози також допомагають регулювати розвиток інших органів та контролювати швидкість хімічних реакцій в організмі. Генні мутації змінюють структуру та функцію білка SLC16A2. У результаті цей білок не в змозі ефективно транспортувати T3 в нервові клітини. Відсутність цього критичного гормону в деяких частинах мозку порушує нормальний розвиток мозку, що призводить до інтелектуальної недостатності та рухових проблем з рухом.
Цей синдром успадковується за схемою, пов'язаною з аутосомно-рецесивною передачею, пов'язаною з Х-хромосомою. У чоловіків (у яких є тільки одна Х-хромосома) одна змінена копія гена в кожній клітині достатня для того, щоб спричинити синдром. У жінок (у яких є дві Х-хромосоми) мутація має бути присутня в обох копіях гена, щоб відповідно спричинити патологію. Саме тому особи чоловічої статі страждають на цей синдром набагато частіше, ніж жіночої. Жінка з однією змінною копією гена в кожній клітині називається носієм. Вона може передавати мутантний ген, але зазвичай не має ознак синдрому.

## Клінічні ознаки
Більшість дітей мають з народження слабкий тонус м'язів і атрофію більшості з них. Коли вони дорослішають, у них зазвичай розвиваються деформації суглобів (контрактури), які обмежують рух. Аномальна м'язова спастичність деяких м'язів, слабкість інших і мимовільні рухи рук та ніг також обмежують рухливість. Внаслідок цього багато хворих не здатні ходити самостійно та стають інвалідами. Характерна психомоторна затримка, впадає в очі довге тонке обличчя.

## Діагностика
Для остаточного встановлення діагнозу потрібно провести генетичне дослідження. Для виявлення проблем м'язів використовують електроміографічне дослідження. За необхідності проводять МРТ-дослідження м'язів і суглобів.

## Лікування
Етіологічного лікування не існує. Проводять масаж м'язів, фізіотерапевтичні заходи. Використовують засоби, які зменшують спастичність м'язів. В окремих випадках можливе реконструктивне оперативне втручання з метою зменшити контрактури деяких суглобів.  